# Zygmunt Hładki
Zygmunt Hładki (ur. 25 sierpnia 1896 w Warszawie, zm. 1984 w Wielkiej Brytanii) – polski dyplomata i urzędnik konsularny.
Wstąpił do polskiej służby zagranicznej pełniąc m.in. funkcje – zastępcy naczelnika Wydziału Prasowego MSZ (1930-1932), radcy poselstwa w Pradze (1932-), i jednocześnie konsula i kierownika konsulatu w Ostrawie (1936-1938) oraz kierownika konsulatu w Pradze (1939), pracownika konsulatu w Londynie (1939-), członka Instytutu Badań Spraw Międzynarodowych w Londynie.
Odznaczony jugosłowiańskim Krzyżem Komandorskim Orderu Świętego Sawy (1933) i Krzyżem Kawalerskim Orderu Odrodzenia Polski (1939)